# Pasquale Catalano
Pasquale Catalano (Napoli, 1966) è un musicista e compositore italiano.

## Biografia
Ha studiato pianoforte, chitarra e violino, successivamente ha studiato composizione. Terminati gli studi inizia a lavorare per il Teatro Ausonia di Napoli e collaborando con la Compagnia della Fortezza di Armando Punzo.
Ben presto si avvicina al mondo del cinema, collaborando con il regista Pappi Corsicato e componendo e arrangiando le musiche per i suoi film Libera e I buchi neri. 
Dopo aver preso parte al film episodi I vesuviani, dove ha musicato i segmenti Maruzzella e Il diavolo in bottiglia, inizia una collaborazione con il regista Paolo Sorrentino, iniziata con il cortometraggio L'amore non ha confini e proseguita con le composizioni per L'uomo in più e Le conseguenze dell'amore, per quest'ultima colonna sonora ottiene una candidatura al David di Donatello 2005 per il miglior musicista.
La sua attività come compositore cinematografico continua con Signorina Effe di Wilma Labate e La guerra di Mario di Antonio Capuano, inoltre lavora anche per la televisione componendo le musiche per la serie televisiva Romanzo criminale - La serie e per l'episodio Mork e Mindy della serie Crimini. Nel 2009 compone le musiche per il thriller di Giuseppe Capotondi La doppia ora, mentre l'anno successivo scrive le musiche per il film di Ferzan Özpetek Mine vaganti, per il quale ottiene la prima di numerose candidature ai David di Donatello 2010.
Nel 2013 cura gli arrangiamenti musicali dello spettacolo Circo equestre Sgueglia per la regia di Alfredo Arias con musiche originali di Raffaele Viviani che debutta al Napoli Teatro Festival Italia, segurà nel 2018 Eden Teatro.

## Filmografia
- Libera, regia di Pappi Corsicato (1993)
- I buchi neri, regia di Pappi Corsicato (1995)
- I vesuviani (segmenti Maruzzella e Il diavolo in bottiglia), registi vari (1997)
- L'amore non ha confini, regia di Paolo Sorrentino (1998) - Cortometraggio
- L'uomo in più, regia di Paolo Sorrentino (2001)
- Il ronzio delle mosche, regia di Dario D'Ambrosi (2003)
- Le conseguenze dell'amore, regia di Paolo Sorrentino (2004)
- La guerra di Mario, regia di Antonio Capuano (2005)
- Signorina Effe, regia di Wilma Labate (2007)
- Crimini: Mork e Mindy (2009) - Film TV
- Romanzo criminale - La serie (12 episodi, 2008-2009) - Serie TV
- La siciliana ribelle, regia di Marco Amenta (2009)
- La doppia ora, regia di Giuseppe Capotondi (2009)
- Christine Cristina, regia di Stefania Sandrelli (2009)
- Meno male che ci sei, regia di Luis Prieto (2009)
- Mine vaganti, regia di Ferzan Özpetek (2010)
- La versione di Barney (Barney's Version), regia di Richard J. Lewis (2010)
- La kryptonite nella borsa, regia di Ivan Cotroneo (2011)
- Il paese delle spose infelici, regia di Pippo Mezzapesa (2011)
- Magnifica presenza, regia di Ferzan Özpetek (2012)
- Il mondo fino in fondo, regia di Alessandro Lunardelli (2013)
- Allacciate le cinture, regia di Ferzan Özpetek (2014)
- Pecore in erba, regia di Alberto Caviglia (2015)
- Suburra, regia di Stefano Sollima (2015)
- Alaska, regia di Claudio Cupellini (2015)
- Era d'estate, regia di Fiorella Infascelli (2016)
- Cronaca di una passione, regia di Fabrizio Cattani (2016)
- Non c'è più religione, regia di Luca Miniero (2016)
- Napoli velata, regia di Ferzan Özpetek (2017)
- Sono tornato, regia di Luca Miniero (2018)
- Contromano, regia di Antonio Albanese
- Cosa fai a Capodanno?, regia di Filippo Bologna (2018)
- Attenti al gorilla, regia di Luca Miniero (2019)
- Passeggeri notturni, regia di Riccardo Grandi (2019)
- La dea fortuna, regia di Ferzan Özpetek (2019)
- 7 ore per farti innamorare, regia di Giampaolo Morelli (2020)
- La volta buona, regia di Vincenzo Marra (2020)
- Il commissario Ricciardi, regia di Alessandro D'Alatri - serie TV (2021)
- I bastardi di Pizzofalcone, regia di Monica Vullo e Riccardo Mosca (2021-2023)
- Sulla giostra, regia di Giorgia Cecere
- Tra le onde, regia di Marco Amenta
- Dreamland di Gianluigi Toccafondo e Pasquale Catalano - cortometraggio di animazione
- Carla, regia di Emanuele Imbucci – film TV (2021)
- Le fate ignoranti, regia di Ferzan Özpetek – serie TV (2021)
- Arnoldo Mondadori - I libri per cambiare il mondo, regia di Francesco Miccichè – docu-drama (2022)
- Sei donne - Il mistero di Leila, regia di Vincenzo Marra - serie TV (2023)
- I cacciatori del cielo, regia di Mario Vitale - docufilm (2023)
- La stoccata vincente, regia di Nicola Campiotti – film TV (2023)
- Volare, regia di Margherita Buy - film TV (2024)

## Premi e riconoscimenti
- Ciak d'oro
  - 2014 - Migliore colonna sonora per Allacciate le cinture[1]
- Nastro d'argento
  - 2020 - Migliore colonna sonora per La dea fortuna

- Genie Award
  - 2010 - Best Achievement in Music - Original Score per La Versione di Barney

- Corti d'argento 2022 - Nastro d'argento al migliore cortometraggio di animazione per Dreamland di Gianluigi Toccafondo e Pasquale Catalano